# Horton Heath (Hampshire)
Horton Heath est un village du Hampshire, en Angleterre.